# Flaugnac
Flaugnac est une ancienne commune française située dans le département du Lot, en région Occitanie devenue, le 1er janvier 2016, une commune déléguée de la commune nouvelle de Saint-Paul-Flaugnac.

## Géographie
La Commune de Flaugnac est située dans le Quercy à l'extrémité sud du département du Lot à 25 kilomètres de Cahors.
Le bourg de Flaugnac se situe à l'extrémité d'un promontoire qui domine la vallée de la Lupte.

### Communes limitrophes
|                                                            | Pern     |                                                |
| Castelnau-Montratier (Castelnau Montratier-Sainte Alauzie) | Flaugnac | Saint-Paul-de-Loubressac (Saint-Paul-Flaugnac) |
|                                                            |          |                                                |

### Relief
La superficie de la commune est de 3 096 hectares ; son altitude varie entre 143 sur l'aval du ruisseau la Lupte au Sud-Ouest et 299 mètres au lieu-dit La Garde situé au Nord-Est. 
Le petit plateau calcaire sur lequel est installé le bourg principal descend légèrement vers le Sud-Ouest. Il est délimité par les vallées de la Barguelonne au Nord (point bas à l'altitude 177 mètres) et la vallée de la Lupte au Sud et ses coteaux escarpés et découpés.

### Géologie
Le bourg de Flaugnac s'étend sur l'étroit replat sommital d'un banc de calcaires dits de Cieurac. Ces calcaires du Stampien supérieur, d'une épaisseur de 30 à 50 mètres, sont formés de sédiments, déposés dans des grands lacs d'eau douce au pied des grandes falaises bordières des plateaux Jurassiques. Vers 1920-1925, Stehling a réalisé l'analyse des fossiles du gisement de Thézels situé au sud-ouest de Castelnau-Montratier et a estimé que ces roches datent de 32 millions d'années.
Ces terrains perméables sont entaillés par des vallées parallèles d'orientation NE-SW qui se dirigent vers l'axe de la Garonne : au nord la vallée de la Barguelonne, au sud celle de la Lupte. Les coteaux laissent apercevoir des formations sous-jacentes imperméables du Stampien inférieur constituées de dépôts molassiques. Au fond des vallées, les rivières coulent sur des alluvions modernes apportés par les rivières.

### Voies de communication et transports
Le territoire de Flaugnac est traversée par la route départementale 19 (D19) qui relie la D820, proche de la sortie 58 de l'autoroute A20 et de l'aérodrome de Cahors-Lalbenque, au chef-lieu de canton : Castelnau-Montratier. Le bourg est relié à cette voie par la D214 qui conduit à la D26 dans la vallée de la Lupte. Des voies communale relient les nombreux hameaux de la commune et convergent vers les axes précédents.
Une ligne d'autocar assure la liaison en semaine avec Castelnau-Montratier et Cahors.

## Toponymie
Ses habitants sont appelés les Flaugnacois.
Le lieu devrait son nom à la villa de Flaviaco. Ce groupement d'habitants est mentionné dans le testament de Saint Didier de Cahors qui fait le don de cette villa à l'église voisine.
Dans sa Statistique du département du Lot, Delpon nomme la commune Flaugnac et Lamolayrette.

## Histoire

### Préhistoire
L'édification du Dolmen de la Lécune, au lieu-dit Les Trois Pierres, atteste d'une occupation très ancienne du territoire autour de Flaugnac.

### Époque gallo-romaine
M. Depeyre signalait, en 1911, une magnifique mosaïque gallo-romaine, aperçue dans le lit d'un ruisseau. Un relevé partiel de la mosaïque polychrome de Capnié, connue de longue date, a été réalisé durant l'été 1952.

### Moyen Âge
Une première implantation humaine semble être apparue sur le promontoire de Flaugnac au IVe siècle avec une enceinte, au moins un bâtiment sous l'église médiévale, ainsi que des traces d'ateliers de bronziers et de verriers. L'existence de Flaugnac est attestée vers 655 dans le testament de Saint Didier de Cahors. Ce document fait mention du don de la villa de Flaviaco à l'église publique de Saint-Just et Saint-Pasteur (église disparue située au pied du castrum de Monpezat). Les bâtiments sont abandonnés et l'occupation des lieux devient très faible jusqu'au IXe siècle. Par la suite, un vaste cimetière occupant plus de la moitié de la surface du village actuel, l'église Saint-Vincent, serait devenue le centre de la paroisse médiévale. Vers l'an mil, Flaugnac devient le centre d'une grande viguerie carolingienne. Avec la féodalité, Flaugnac perd de son importance politique au profit d'une vaste châtellenie basée au castrum voisin de Castelnau. 
En 1291, le seigneur Ratier de Castelnau, fils de Aymeric de Gourdon, accorde des coutumes pour le fief de Castelnau. Comme ce territoire d'une trentaine de paroisses est trop vaste pour être administré depuis Castelnau, des bayles sont mis en place dans les trois autres castra de la baronnie : Flaugnac, Labarthe et La Bouffie.
Une tour était désignée au XIIIe siècle sous le nom Castel Raolph
La Tour d'Etienne au nord de Flaugnac était un fief qui a appartenu aux Templiers de la commanderie de Cahors.

### Période moderne
Au XIXe siècle, dans son ouvrage Statistique du département du Lot, Delpon signale que le sol des communes du nord et de l'ouest du canton était favorable à la culture du maïs et à la production de fourrage.

## Politique et administration
| Période           | Période         | Identité            | Étiquette | Qualité |
| ----------------- | --------------- | ------------------- | --------- | ------- |
| 1802              | 1811            | Henri Delbard       |           |         |
| 1811              | 1814            | Guillaume Bouzerand |           |         |
| 1814              | 1816            | Guillaume Bonnet    |           |         |
| 1816              | 1830            | Jean Oustry         |           |         |
| 1830              | 1830            | François Joly       |           |         |
| 1831              | 1843            | Jean Laval          |           |         |
| 1843              | 1853            | Jean Vaissieres     |           |         |
| 1853              | 1863            | François Ginibre    |           |         |
| 1863              | 1865            | Jean Bonnet         |           |         |
| 1865              | ...             | Antoine Garrigue    |           |         |
| 1905              | ...             | Guillaume Garrigue  |           |         |
| 1919              | ...             | Amédée Henras       |           |         |
| 17 septembre 1944 | ...             | Georges Imbert      |           |         |
| 29 novembre 1944  | ...             | Armand Cazes        |           |         |
| 15 mai 1945       | ...             | Georges Imbert      |           |         |
| 1947              | ...             | Roger Henras        |           |         |
| 1971              | ...             | Michel Rames        |           |         |
| 1977              | ...             | Fernand Raynal      | DVG       |         |
| 1989              | ...             | Monique Cataix      |           |         |
| mars 2001         | 2007            | Monique Quèbre      |           |         |
| 2007              | 16 février 2016 | Jean-Bernard Sahuc  | PCF       |         |

## Population et société

### Démographie
L'évolution du nombre d'habitants est connue à travers les recensements de la population effectués dans la commune depuis 1793. À partir du 1er janvier 2009, les populations légales des communes sont publiées annuellement dans le cadre d'un recensement qui repose désormais sur une collecte d'information annuelle, concernant successivement tous les territoires communaux au cours d'une période de cinq ans. 
Pour les communes de moins de 10 000 habitants, une enquête de recensement portant sur toute la population est réalisée tous les cinq ans, les populations légales des années intermédiaires étant quant à elles estimées par interpolation ou extrapolation. Pour la commune, le premier recensement exhaustif entrant dans le cadre du nouveau dispositif a été réalisé en 2006,.
En 2013, la commune comptait 427 habitants, en évolution de +0,23 % par rapport à 2008 (Lot : +0,05 %, France hors Mayotte : +2,49 %).
| 1793 | 1800  | 1806  | 1821  | 1831  | 1836  | 1841  | 1846  | 1851  |
| ---- | ----- | ----- | ----- | ----- | ----- | ----- | ----- | ----- |
| 890  | 1 124 | 1 111 | 1 139 | 1 159 | 1 164 | 1 226 | 1 213 | 1 216 |

| 1856  | 1861  | 1866  | 1872  | 1876  | 1881  | 1886 | 1891 | 1896 |
| ----- | ----- | ----- | ----- | ----- | ----- | ---- | ---- | ---- |
| 1 135 | 1 161 | 1 094 | 1 062 | 1 060 | 1 038 | 999  | 895  | 846  |

| 1901 | 1906 | 1911 | 1921 | 1926 | 1931 | 1936 | 1946 | 1954 |
| ---- | ---- | ---- | ---- | ---- | ---- | ---- | ---- | ---- |
| 751  | 753  | 706  | 600  | 576  | 510  | 540  | 539  | 496  |

| 1962 | 1968 | 1975 | 1982 | 1990 | 1999 | 2006 | 2011 | 2013 |
| ---- | ---- | ---- | ---- | ---- | ---- | ---- | ---- | ---- |
| 497  | 445  | 381  | 389  | 376  | 380  | 405  | 432  | 427  |

### Enseignement

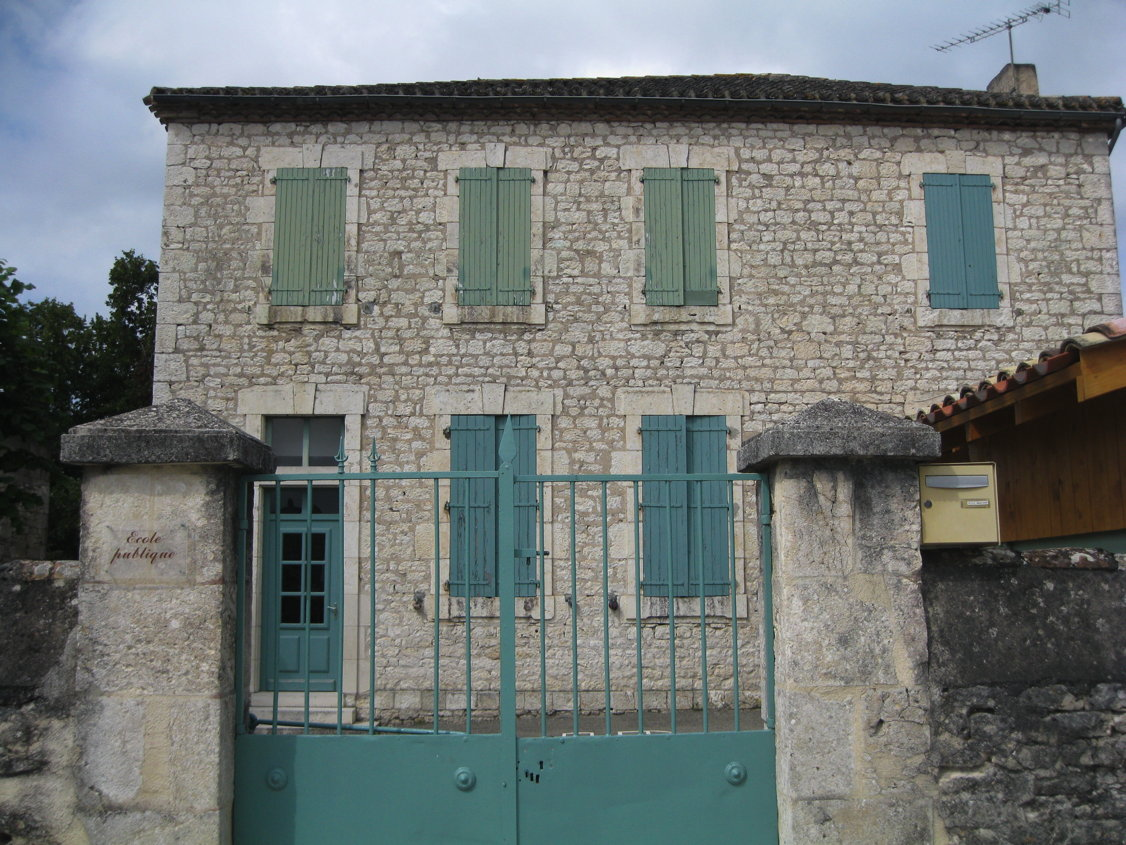
L'école publique de Flaugnac.

L'école publique de Flaugnac fait partie d'un Regroupement Public Intercommunal avec Saint-Paul-de-Loubressac. En 2014, elle accueille 22 élèves de maternelle et offre une cantine sur place ainsi qu'un accueil périscolaire les matins et soirs des jours de classe. Les élèves plus âgés sont transportés par un service de bus scolaire à l'école primaire de Saint-Paul-de-Loubressac
.
Le 8 novembre 2013, l'école a reçu le premier prix au concours départemental des écoles fleuries 2012-2013 dans le cadre d'un projet éducatif portant sur la biodiversité et la disparition des abeilles. À cette occasion, un cerisier a été planté dans le jardin derrière l'école.

### Associations
Plusieurs associations sont accessibles à Flaugnac
 :
- Appel d'Art : participe à la promotion des arts plastiques en milieu rural ;
- Association des Parents d'Eleves ;
- Société de Chasse Saint Hubert ;
- Club Saint Vincent des Aînés Ruraux ;
- Comité des fêtes
- Culture Art Patrimoine : organise le marché de Noël;
- Quercy Images : Club photo ;
- Les amis du Quercy Blanc : défense du patrimoine et de l'environnement ;
- Club de Pétanque Flaugnacois ;
- Trotte-Cailloux : club de Randonnée ;
- Nature Escapade : organisation de séjours sportifs.

### Manifestations culturelles et festivités
- Fête votive le dernier dimanche de juillet ;
- Marché de Noël en décembre.

## Lieux et monuments
- L'église paroissiale Saint-Vincent de Flaugnac, bâtie en 1861.

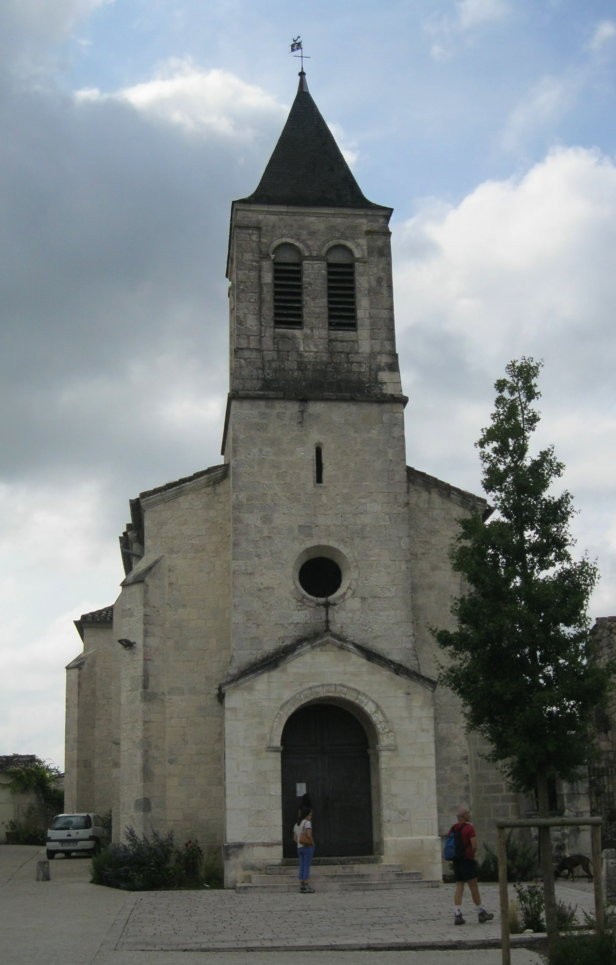
L'église Saint-Vincent de Flaugnac

- L'église Saint-Privat, au lieu-dit Saint-Privat à Flaugnac, XVe ou XVIe siècle[24];

- L'église Saint-Martin au lieu-dit Capmié à Flaugnac.

- Le castrum de Flaugnac[25].

## Personnalités liées à la commune
- Bérenger de Roquefeuil, constructeur du château de Bonaguil, né en 1448 au château de Flaugnac.
- Jean Lartigaut